# 에코브릿지
에코브릿지(Ecobridge, 본명: 이종명, 1978년 10월 27일 ~ )는 대한민국의 작곡가 겸 음악 프로듀서이자 가수이다. 2006년에 데뷔하였으며, 그가 작곡한 대표곡으로는 정엽의 〈Nothing Better〉, 나얼이 보컬로 참여한 〈첫째 날〉, 최백호가 보컬로 참여한 〈부산에 가면〉 등이 있다.

## 음악 활동

### 개인 앨범
- 2006
- 2006 월드컵 공식 앨범 Reds,Go Together '치우천황악'
- Somewhere Over The Rainbow Vol.1 ‘그대 뒤에서’
- Somewhere Over The Rainbow Vol.7 프로듀싱
- 신혜성 김현성 에코브릿지 파워싱글(Digital Single) ‘독’
- 크리스마스 디지털 싱글 '눈사람'

- 2007
- SHOW Digital Single ‘SHOWTIME'
- 에코브릿지 1집 ‘Leaving The Past’

- 2008
- 에코브릿지 2집 ‘Ordinarian’

- 2010
- 에코브릿지 2.5집 미니앨범 ‘Fall_Ache'
- 정엽 디지털 싱글 ‘Love you’

- 2011
- 디지털 싱글 'urban forest'(폭스바겐 제타 런칭 곡),'난 걷는다'

- 2013
- spring goes by ‘어느 날 문득’
- 에코브릿지, 최백호 콜라보레이션 ‘부산에 가면’
- 2021
- 디지털 싱글 '안부' with 박기영
- 디지털 싱글 '그대가 부네요' with 김필
- 2022
- 디지털 싱글 '밤의 한계' with 권진아
- 2023
- 디지털 싱글 'But Beautiful' with 대니 구
- 디지털 싱글 '같이 갈래'

### 작품
- Brown Eyed Soul ‘Never Forget’

- 정엽 'Nothing Better','You are my lady','잘지내','끝났어','우리는 없다','love you','Without you' 외 다수

- 규현(슈퍼주니어) '다시 사랑합니다', '뒷모습이 참 예뻤구나', '사랑이었을까'

- 최백호 '바다 끝'

- 제이 '사르르', '끝을 말할 순 없어도'

- 테이 '미쳐서 너를 불러', '별', 'solus'

- 박기웅 '고백해요'

- 라이언 '자랑해'

- 조성모 'Transister'

- 이승기 'Melody','꽃처럼'

- 김범수 '괜찮다'

- 샤이니 '잠꼬대'

- EYE TO EYE '남자답게', '잠꼬대'
- 주현미 '빗속에서'

- 플라이 투 더 스카이 'Kiss And Say Goodbye', '이별 하루 전'

- Brown Eyed Girls 'obsession'

- 려욱(슈퍼주니어) 'Foxy Girl'
- 어반자카파 '피아노 앞에서'

- 버나드박 '니가 보인다' ,'니 얘기', 'Sleep Mode'

- DAY6 'Sing me'

- 15& 'Shy ma boy'

- 예성 '문 열어봐'
- 알리 '너만'
- 이바다 '야몽음인','믿고 싶은대로 믿어요','수채화'
- 이은미 '사랑이었구나'
- 찬열 'Break Your Box'
- 려욱 'Foxy Girl'
- 홍진호 '꽃이 진다'
- OST
- 너의 목소리가 들려 ‘왜 이제야 왔니’
- 49일 ‘아무일도 없었다’
- 나쁜 남자 ‘혼잣말’
- 내 여자친구는 구미호 ‘샤랄라’
- 섬데이 ‘떠나’

### 연주
- 1998~2000
- 유진박 밴드
- 2002~2003
- 퓨전밴드 '맥스' 활동
- 2004~2006
- 그룹 'nu:play' 결성 및 활동
- 2004~
- 그룹 '브라운 아이드 소울' 공연 음악 감독 및 라이브, 레코딩 세션
- 2009
- 조성모 콘서트 음악 감독 및 세션

## 기타 활동
- 해군 홍보단 복무, 전역
- 정엽과 작곡팀 '허니듀오' 결성 및 작곡 활동
- 정엽 1집, 2집 프로듀싱
- 뮤지컬 '컨트리보이 스캣' 작곡
- 애니콜 CF 음악 'piano riding'(에코브릿지 1집 수록) 작곡
- TVN 스페셜 '북공삘 하모니' 출연(멘토 및 지휘)
- TVN 'hit the S style' 출연(멘토)
- MBC ‘나는 가수다’ 정엽 '짝사랑','잊을께' '보이네' '매일 그대와' '나만의 것' 외 다수 곡 편곡
- MBC ‘나는 가수다’ 시즌2 편곡상 수상
- MTV '뮤직 아일랜드' 음악감독
- MNET ‘CJ 튠업’ (with 송용창)
- TVN ‘노래의 탄생’ 출연
- 영화 '더 박스' 음악감독
- 유재하 가요제 심사위원
- 웹드라마 '린자면옥' 음악감독(칸시리즈 초청)
- MOST Orchestra 음악감독